# Давыдов, Селивёрст Васильевич
Селивёрст Васильевич Давыдов (15 января 1918 — 14 мая 1992) — младший лейтенант Советской Армии, участник Великой Отечественной войны, Герой Советского Союза (1943).

## Биография
Селивёрст Давыдов родился 15 января 1918 года в селе Мельничный Починок (ныне — Рыбно-Слободский район Татарстана) в крестьянской семье. Окончил школу, после чего работал в колхозе. В сентябре 1939 года Давыдов был призван на службу в Рабоче-крестьянскую Красную Армию. С первого дня Великой Отечественной войны — на её фронтах. Принимал участие в боях на Юго-Западном, Южном, 4-м и 3-м Украинских, 1-м Белорусском фронтах. К октябрю 1943 года гвардии сержант Селивёрст Давыдов командовал орудием 107-го гвардейского истребительно-противотанкового артиллерийского полка 8-й отдельной истребительно-противотанковой артиллерийской бригады 51-й армии 4-го Украинского фронта. Отличился во время освобождения Мелитополя.
13 октября 1943 года в ходе боёв на южной окраине Мелитополя расчёт Давыдова уничтожил вражеский танк, четыре огневые точки и более 100 солдат и офицеров противника. 14 октября во время отражения вражеской контратаки расчёт подбил два немецких танка и уничтожил около 30 вражеских солдат и офицеров. Когда противник обошёл позицию расчёта, Давыдов организовал круговую оборону и сумел не допустить дальнейшего продвижения вражеских подразделений. В дальнейших боях за Мелитополь расчёт Давыдова уничтожил ещё два танка, шесть огневых точек и около роты немецкой пехоты.
Указом Президиума Верховного Совета СССР от 1 ноября 1943 года за «образцовое выполнение боевых заданий командования по прорыву укрепленной полосы немцев и освобождению города Мелитополь и проявленные при этом отвагу и геройство» гвардии сержант Селивёрст Давыдов был удостоен высокого звания Героя Советского Союза с вручением ордена Ленина и медали «Золотая Звезда».
В дальнейшем Давыдов участвовал в освобождении Правобережной Украины и Польши. В 1945 году он окончил курсы младших лейтенантов и в должности командира огневого взвода вернулся в свой полк. Участвовал в Берлинской операции. В 1946 году Давыдов был уволен в запас. Проживал в селе Шумбут Рыбно-Слободского района. Скончался 14 мая 1992 года, похоронен в Нижнекамске.
Был также награждён орденом Отечественной войны 1-й степени, двумя орденами Красной Звезды, рядом медалей.